# Аквамарин (жилой комплекс)
ЖК «Аквамарин» — жилой комплекс, расположенный во Владивостоке. По состоянию на 2022 год, здание является самым высоким во Владивостоке и самым высоким в азиатской части России. Является первым небоскрёбом, построенным на Дальнем Востоке России.

## История
Жилой комплекс «Аквамарин» построен на месте завода «Металлист». В 2005 году начался снос корпусов предприятия.
Первоначально планировалось построить 8 небоскрёбов по 36 этажей и одно 52-этажное здание. В разработке проекта принимали участия китайские специалисты. Проект планировалось завершить к 2011 году. Строительство первого небоскрёба началось в конце 2009 года.
В 2012 году строительство было остановлено на уровне 9 этажа. Строительство было возобновлено в 2017 году уже без участия китайских специалистов.
Объект был возведён компаний СП Строитель.
В июле 2019 года строительную площадку посетила делегация из немецкой компании Schüco, поставляющей оконно-витражные системы для здания.
Жилой комплекс был сдан 26 января 2021 года.

## Описание
Высота здания — 155,5 метров. В нём 44 этажа. Небоскрёб разделён на 2 секции. В каждой секции по 4 лифта.
Помимо квартир, в здании расположен фитнес-центр, ресторан, видовая площадка на крыше с зелёной зоной, трёхуровневый крытый отапливаемый паркинг.

## Дальнейшие планы
Первоначально планировалось возведение нескольких более низких по высоте зданий. Позднее от проекта отказались. Было объявлено, что помимо основной башни будет обустроена набережная и парк, построены яхт-клуб, торгово-развлекательный центр и гостиничный комплекс с офисными и торговыми помещениями.

## Награды
В 2018 году жилой комплекс «Аквамарин» получил награду «Бренд года» в номинации «Жилой комплекс для комфортной жизни».
В 2020 году жилой комплекс попал в Топ-3 лучших ЖК в России по версии ежегодного градостроительного конкурса «ТОП ЖК» в категории «высотные дома».

В 2019 году жилой комплекс «Аквамарин» попал в пятёрку самых дорогих ЖК в России.
В ноябре 2021 года на крыше здания выступила рок-группа Мумий Тролль.